# Lonely (bài hát của Akon)
"Lonely" (hay còn được biết đến như "Mr. Lonely") là một bài hát của nghệ sĩ thu âm người Senegal gốc Mỹ Akon nằm trong album phòng thu đầu tay của anh, Trouble (2004). Nó được phát hành vào ngày 21 tháng 2 năm 2005 bởi Street Records Corporation và Universal Records như là đĩa đơn thứ ba trích từ album. Bài hát được viết lời bởi nam ca sĩ và được sản xuất bởi Disco D, trong đó sử dụng đoạn nhạc mẫu từ bài hát năm 1964 của Bobby Vinton là "Mr. Lonely", được viết lời bởi Vinton và Gene Allan, với một số hiệu chỉnh trong phòng thu để thay đổi chất giọng của bản gốc giống như Alvin and the Chipmunks. Ban đầu được dự định chọn làm đĩa đơn đầu tay trong sự nghiệp của Akon nhưng đã được thay thế bằng "Locked Up", đây là một bản Hip hop soul với nội dung đề cập đến một người đàn ông đã bỏ rơi bạn gái của mình và khiến cô ra đi, và lúc này chàng trai mới nhận ra cô ấy có ý nghĩa như thế nào và trân trọng cô ấy.
Sau khi phát hành, "Lonely" nhận được những phản ứng tích cực từ các nhà phê bình âm nhạc, trong đó họ đánh giá cao quá trình sản xuất của nó cũng như việc sử dụng hiệu quả đoạn nhạc mẫu "Mr. Lonely". Bài hát cũng gặt hái những thành công vượt trội về mặt thương mại, đứng đầu các bảng xếp hạng ở Úc, Áo, Đan Mạch, Đức, Ireland, Hà Lan, New Zealand, Thụy Sĩ và Vương quốc Anh, và lọt vào top 10 ở hầu hết những quốc gia nó xuất hiện, bao gồm vươn đến top 5 ở Bỉ, Pháp, Na Uy và Thụy Điển. Tại Hoa Kỳ, nó đạt vị trí thứ tư trên bảng xếp hạng Billboard Hot 100, trở thành đĩa đơn đầu tiên của Akon lọt vào top 5 tại đây, và được chứng nhận hai đĩa Bạch kim từ Hiệp hội Công nghiệp ghi âm Mỹ (RIAA).
Video ca nhạc cho "Lonely" được đạo diễn bởi Gil Green, trong đó Akon hóa thân thành một người nghệ sĩ thành công nhưng cô đơn và phải sống xa cách với bạn gái của mình (do Kat Graham thủ vai), xen kẽ với những hình ảnh nam ca sĩ trình diễn bài hát ở nhiều địa điểm khác nhau như trước và trong một nhà hát cũng như trên đường phố. Bài hát đã nhận được nhiều lượt yêu cầu phát sóng liên tục trên những kênh truyền hình âm nhạc, như MTV, VH1 và BET. Để quảng bá cho "Lonely", nam ca sĩ đã trình diễn nó trên nhiều chương trình truyền hình và lễ trao giải lớn, bao gồm CD:UK, Sessions@AOL, Top of the Pops và giải thưởng Âm nhạc NRJ năm 2006, cũng như trong tất cả những chuyến lưu diễn của anh.

## Danh sách bài hát
Đĩa CD tại châu Âu
1. "Lonely" - 3:57
2. "Kill The Dance (Got Something For Ya)" (hợp tác với Kardinal Offishall) - 2:55

Đĩa CD #1 tại Anh quốc
1. "Lonely" (radio chỉnh sửa) - 3:37
2. "Trouble Nobody" - 3:24

Đĩa CD #2 tại Anh quốc
1. "Lonely" (radio chỉnh sửa) - 3:37
2. "Trouble Nobody" - 3:24
3. "Kill The Dance (Got Something For Ya)" (hợp tác với Kardinal Offishall) - 2:57
4. "Lonely" (video ca nhạc) - 3:58

Đĩa CD maxi tại Hoa Kỳ
1. "Lonely" (bản sạch) - 3:58
2. "Lonely" (không lời) - 3:34
3. "Belly Dancer (Bananza)" (đoạn ngắn) - 1:31

## Xếp hạng
| Bảng xếp hạng (2005)                     | Vị trí cao nhất |
| ---------------------------------------- | --------------- |
| Úc (ARIA)                                | 1               |
| Áo (Ö3 Austria Top 40)                   | 1               |
| Bỉ (Ultratop 50 Flanders)                | 2               |
| Bỉ (Ultratop 50 Wallonia)                | 2               |
| Brazil (ABPD)                            | 3               |
| Đan Mạch (Tracklisten)                   | 1               |
| Châu Âu (European Hot 100 Singles)       | 1               |
| Phần Lan (Suomen virallinen lista)       | 19              |
| Pháp (SNEP)                              | 2               |
| Đức (Official German Charts)             | 1               |
| Hungary (Rádiós Top 40)                  | 15              |
| Ireland (IRMA)                           | 1               |
| Hà Lan (Dutch Top 40)                    | 1               |
| Hà Lan (Single Top 100)                  | 1               |
| New Zealand (Recorded Music NZ)          | 1               |
| Na Uy (VG-lista)                         | 2               |
| Thụy Điển (Sverigetopplistan)            | 2               |
| Thụy Sĩ (Schweizer Hitparade)            | 1               |
| Anh Quốc (OCC)                           | 1               |
| Anh Quốc R&B (OCC)                       | 1               |
| Hoa Kỳ Billboard Hot 100                 | 4               |
| Hoa Kỳ Hot R&B/Hip-Hop Songs (Billboard) | 57              |
| Hoa Kỳ Pop Airplay (Billboard)           | 5               |

| Bảng xếp hạng (2005)                 | Vị trí |
| ------------------------------------ | ------ |
| Australia (ARIA)                     | 3      |
| Australia Urban (ARIA)               | 2      |
| Austria (Ö3 Austria Top 75)          | 3      |
| Belgium (Ultratop 50 Flanders)       | 10     |
| Belgium (Ultratop 40 Wallonia)       | 5      |
| Denmark (Tracklisten)                | 3      |
| Europe (European Hot 100 Singles)    | 5      |
| France (SNEP)                        | 12     |
| Germany (Official German Charts)     | 3      |
| Hungary (Rádiós Top 40)              | 52     |
| Ireland (IRMA)                       | 2      |
| Netherlands (Dutch Top 40)           | 12     |
| Netherlands (Single Top 100)         | 15     |
| New Zealand (Recorded Music NZ)      | 15     |
| Sweden (Sverigetopplistan)           | 14     |
| Switzerland (Schweizer Hitparade)    | 4      |
| UK Singles (Official Charts Company) | 7      |
| US Billboard Hot 100                 | 44     |
| US Pop Songs (Billboard)             | 28     |

| Bảng xếp hạng (2000-09)          | Vị trí |
| -------------------------------- | ------ |
| Australia (ARIA)                 | 49     |
| Germany (Official German Charts) | 55     |

## Chứng nhận
| Quốc gia                                                                           | Chứng nhận  | Số đơn vị/doanh số chứng nhận |
| ---------------------------------------------------------------------------------- | ----------- | ----------------------------- |
| Úc (ARIA)                                                                          | 2× Bạch kim | 140.000^                      |
| Áo (IFPI Áo)                                                                       | Vàng        | 15.000*                       |
| Bỉ (BEA)                                                                           | Vàng        | 15,000*                       |
| Brasil (Pro-Música Brasil)                                                         | Bạch kim    | 20,000*                       |
| Đức (BVMI)                                                                         | Vàng        | 250.000‡                      |
| New Zealand (RMNZ)                                                                 | Vàng        | 5.000*                        |
| Thụy Điển (GLF)                                                                    | Vàng        | 10.000^                       |
| Thụy Sĩ (IFPI)                                                                     | Vàng        | 15,000^                       |
| Anh Quốc (BPI)                                                                     | Vàng        | 450,000                       |
| Hoa Kỳ (RIAA) Nhạc số                                                              | 2× Bạch kim | 2,000,000^                    |
| Hoa Kỳ (RIAA) Nhạc chuông                                                          | Bạch kim    | 1,000,000^                    |
| * Chứng nhận dựa theo doanh số tiêu thụ. ^ Chứng nhận dựa theo doanh số nhập hàng. |             |                               |